# Semnosoma digitatum
Semnosoma digitatum är en mångfotingart som först beskrevs av Henri W. Brölemann 1916.  Semnosoma digitatum ingår i släktet Semnosoma och familjen Dalodesmidae. Inga underarter finns listade i Catalogue of Life.